# Agila I
Agila I (¿?-Mérida, 18 al 31 de marzo de 555) fue elegido rey de los visigodos de Hispania en 549 tras el asesinato de Teudiselo. Su reinado duró hasta 555, año en que fue asesinado.

## Biografía

### Acceso al trono y primeras rebeliones
Agila, de sangre estrictamente visigoda, subió al trono a finales de 549, y desde el año siguiente combatió contra Córdoba, probablemente rebelada, aunque Abadal opina que aún no había caído bajo control visigodo (como buena parte de la Bética). Isidoro de Sevilla narra que el rey visigodo profanó la tumba cordobesa del mártir Acisclo, lo cual le reprocha, y lo señala como un hecho poco corriente dentro de la tradicional tolerancia de los reyes arrianos con el catolicismo. Es posible que fuera esta profanación la que motivara la revuelta. Isidoro atribuye más tarde la muerte de Agila a «la intervención de los santos».
El rey perdió la primera batalla, un hijo, el grueso del ejército y el tesoro real, debiendo retirarse apresuradamente hacia Mérida, capital de la provincia de Lusitania. Aprovechando la situación se rebeló (551) un noble llamado Atanagildo, quien fijó su residencia en Sevilla, capital de la provincia Bética (o de la parte de esta dominada por los visigodos). Aunque no existe ninguna prueba de relaciones entre los cordobeses y Atanagildo, es muy probable que hubiera una alianza formal o tácita, cuyos términos solo puede intuirse. La idea más generalizada es que, pese a todo, los primeros combates librados en los meses centrales del año no fueron favorables al rebelde, quien a finales del mismo año se vio precisado a buscar nuevos aliados.

### Facciones rivales
Es probable que los partidarios de Atanagildo fueran miembros de la facción nobiliaria que en su día había apoyado a Teudiselo, que fue asesinado en Sevilla, y Agila encabezase la facción rival, aunque tampoco es peregrino pensar que Agila participó en el asesinato del rey anterior, y que los mismos que en su día lo apoyaron fueron luego sus rivales. La sucesión visigoda no estaba regulada y cuando un rey moría sin dejar hijos o sin haber asentado sólidamente su poder, sus partidarios intentaban que fuera elegido uno de los suyos. Si lo lograban, la situación se mantenía estable, pero si no lo conseguían, quedaban en una situación precaria que fácilmente podía conducirles a la rebelión.
Los fracasos de Agila podrían deberse a la falta del apoyo unánime o entusiasta de la parte de la nobleza que había apoyado antes a Teudis y encumbrado a Teudiselo. Si Agila intentó castigar a esta nobleza dudosa, no podría extrañar que estallara una rebelión y que los nobles colocaran a su frente a uno de ellos, que sería Atanagildo.

### Hipótesis sobre la situación en 551
La derrota de Agila en 550 ante Córdoba fue muy grave. La derrota alentaría otras rebeliones. Además, con toda probabilidad, los vascones volvían a asolar el valle del Ebro en la misma época. Seguramente, los cántabros se extendieron hacia La Rioja. Las tribus astures y el distrito de Astúrica debían ser independientes. Si, como se sospecha, Agila encabezaba solamente una facción de la nobleza, debía tener numerosos enemigos. Teudiselo y Teudis simbolizarían el elemento pangodo, más abierto a las influencias externas, mientras que Agila representaría la reacción nacionalista visigoda. Por tanto, es probable que una rebelión contara con el apoyo de los antiguos personajes ostrogodos, que habían optado por la nacionalidad visigoda. Atanagildo sería el hombre que estos personajes escogerían para llevarlo al trono.

### La intervención bizantina
Según San Isidoro en su Historia Gothorum, Atanagildo solicitó ayuda a los bizantinos, cuyo emperador Justiniano decidió enviar una expedición al mando de Liberio, que había sido prefecto de Teodorico en la Galia Narbonense y que durante su gobierno en dicha provincia fue objeto de un intento de asesinato por parte de algunos visigodos. No obstante, parece que el historiador godo Jordanes sugiere que no fue con Atanagildo con quien se alió el Emperador Justiniano, sino con el legítimo rey Agila o, cuando menos, parece que esta era la versión oficial que difundía la propaganda imperial.
La sugerencia de Jordanes hace más verosímil el curso de los acontecimientos siguientes. Y de hecho, Justiniano había actuado en dos casos precedentes apoyando al rey legítimo y no a los rebeldes: en 533 intervino en África contra el príncipe usurpador Gelimer y en Italia intervino contra el usurpador Teodato. Es más lógico pensar que si Justiniano deseaba intervenir en Hispania, lo haría apoyando al partido legal. Si hubiera estado dispuesto a hacerlo en forma ilegal, no habría necesitado una pequeña rebelión para hacerlo.
En el verano de 552 (junio o julio según Stein), los bizantinos desembarcaron en el sur o sudeste peninsular con un pequeño contingente, puesto que el grueso de sus fuerzas estaban ocupadas en Italia. Las fuerzas griegas avanzarían en dirección a Sevilla desde el punto de desembarco. Enterado Agila de la llegada de sus presuntos aliados, reunió sus fuerzas y marchó también contra Sevilla.
Basados en las noticias de Isidoro, se supone que las tropas bizantinas, poco numerosas, se dirigieron al encuentro de las fuerzas de Atanagildo (que supuestamente estaban a la defensiva) en Sevilla. Al mismo tiempo, los visigodos al mando de su rey Agila marcharon hacia el sur desde Mérida (se supone, pues, a Agila en disposición de tomar la ofensiva aunque tras la derrota ante Córdoba su debilidad debía ser evidente y alentaba las rebeliones). Las fuerzas enfrentadas libraron una batalla cerca de la capital bética, tras la cual Agila hubo de retirarse (agosto o septiembre de 552).
Agila no hizo movimiento alguno hasta que se acercaron las fuerzas bizantinas. Agila estaba a la defensiva, seguramente esperando a los bizantinos que constituían su única esperanza. Atanagildo, que dominaba ya como mínimo dos provincias, podía haber concluido la guerra en 552, pero seguramente tendría noticias de la inminente llegada de los bizantinos (noticias que los agentes de Agila no dejarían de difundir) y no se atrevería a mover sus tropas de las zonas seguras para no dejar sus territorios desguarnecidos. Al llegar los bizantinos, Agila acudió con sus fuerzas para coger a Atanagildo en una tenaza. Como el contingente bizantino era muy escaso y estaría poco interesado en combatir (o probablemente solo distraía a las fuerzas rebeldes en la región de Cartago Nova), el peso de la batalla recayó en Agila, que, inferior a su rival, fue derrotado. Los bizantinos se fortificarían en algunas ciudades que habían tomado en el momento del desembarco o durante su marcha posterior.

#### Hipótesis respecto a la alianza bizantina
Suponiéndose la derrota de Agila, sus rivales ya dominaban la Bética y la Carthaginense. La situación de las otras dos provincias (Tarraconense y Narbonense) podía depender del inmediato curso de los acontecimiento militares, si es que no se habían decantado también por Atanagildo. Agila no contaba con aliados: los cordobeses le habían combatido; los francos debieron mantenerse neutrales, o fueron favorables a Atanagildo. Solamente quedan los suevos, que por su situación no parece que fueran unos buenos aliados. Por tanto, la única esperanza de Agila, a pesar del peligro que entrañaban, serían los bizantinos.
Suponiéndose derrotado a Atanagildo, este se habría retirado con muy pocas fuerzas a Málaga, o habría sido prácticamente derrotado por completo, debiendo refugiarse en Córdoba, que hubo de ser su aliada, formal o tácitamente. En esta situación, con una problemática ayuda de los suevos y francos, y con Córdoba incapaz de tomar la ofensiva, aún conociendo las precedentes actuaciones bizantinas en el Reino Vándalo y el Reino Ostrogodo, y las no muy lejanas disputas por Ceuta, podría haber optado por pedir ayuda a Bizancio en los últimos meses de 451. Si se estima que no fue así, se debe a que diversos indicios nos hacen pensar que cuando llegaron los bizantinos, Atanagildo dominaba la Bética y la Carthaginense: la batalla se libró muy pronto cerca de Sevilla (a la cual acudió el rey Agila), y cuando los griegos tomaron Cartago Nova por la fuerza, algunos de sus pobladores notables hubieron de huir. Se conoce el destino de uno de ellos, quizás dux, llamado Severiano (padre de Leandro e Isidoro, futuros obispos de la capital bética), quien fue a establecerse precisamente a Sevilla.
Tanto Atanagildo como Agila pudieron realizar una oferta a cambio de la ayuda. Las precedentes intervenciones bizantinas no implicaban cesiones parciales de territorios. Se trataba de restaurar la legalidad, y solo la desaparición de los representantes de esta (Hilderico en África y Amalasunta en Italia) propició la conquista de los reinos. Se ha pensado que Justiniano había recibido la promesa de tal entrega. Pero es casi seguro que esto no sucedió y que Justiniano esperaba, una vez más, valerse de las disputas internas para adueñarse del Reino visigodo. En la hipótesis de que se ofrecieran concesiones de tipo religioso, para Agila estas no parecía probables, y la entrega de la Bética hubiera sido un mal menor preferible a otras concesiones.

### Desembarco bizantino
Basándose en el relato de San Isidoro, habría de suponerse un desembarco griego en Málaga, donde el derrotado Atanagildo debía encontrarse (desde su derrota en la campaña de 551). Unidas las fuerzas griegas y rebeldes, avanzarían hacia Sevilla, estando dirigidos los bizantinos por Liberio, prefecto del pretorio de Arlés. Pero la situación descrita no es la más probable. Atanagildo estaba muy probablemente en una posición de fuerza. En tal situación el desembarco, aunque también podría haberse producido en Málaga (para desde allí avanzar hacía Sevilla, mientras Agila hacía lo mismo desde Mérida), es más probable que se efectuara en Cartago Nova.

### Los bizantinos en Málaga
El desembarco en Málaga, caso de producirse en el momento inicial, seguramente tuvo lugar con los bizantinos como aliados de Atanagildo. Málaga formaría parte de la zona de este (quizás su último reducto) y allí se establecieron las fuerzas bizantinas, tal vez de acuerdo con el conde local si, como parece probable, fuese partidario de Atanagildo o, con este mismo, si se encontraba en la ciudad. En todo caso, si el desembarco se produjo en la ciudad de acuerdo con Atanagildo y el conde local, seguramente también quedarían en ella soldados bizantinos para vigilar las naves y mantener los suministros. Las fuerzas visigodas de Málaga y de otros lugares partidarios de Atanagildo, constituían el ejército de este y, por consiguiente, no quedarían fuerzas godas en Málaga. Si los bizantinos la convirtieron en centro de operaciones, es lógico que fueran ellos quienes tuvieran el control de la ciudad, aunque no les correspondiera la soberanía jurídica.
Siempre suponiendo que los bizantinos fueran aliados del capitán rebelde, también podía darse el caso de que la ciudad estuviera ya en poder de Agila (que habría ocupado la mayoría de los territorios rebeldes), en cuyo caso la situación no hubiera variado, pero la toma se habría producido por la fuerza y no de común acuerdo.
Pero lo más probable es que la ciudad estuviera en poder de Atanagildo y fuera ocupada por los bizantinos al servicio de Agila, tal vez mediante una columna que salió de Cartago Nova y avanzó hasta Málaga, mientras Agila atacaba Sevilla. La toma sería por la fuerza, aunque la ciudad debía estar desguarnecida, pues el ejército de Atanagildo habría acudido a Sevilla (también podía ser un enclave real y abrir voluntariamente sus puertas a los bizantinos). Tomada Málaga, los bizantinos gobernaron en ella como dueños absolutos.

### La situación en la Bética y la Cartaginesa
La situación en la Bética era incierta; no consta el dominio visigodo ni en Córdoba, ni en otras ciudades, como Granada (Iliberis), Écija (Astigi), Cabra (Egara) y Málaga (Malaca). Tampoco consta su dominación por los bizantinos, salvo en Málaga, si bien tal dominio no está fechado (pero debió de ser bastante temprano, probablemente el mismo 552 o poco después). Parece arriesgado deducir, como Abadal, que el dominio visigodo aún no se había extendido por la Bética más que al oeste del Guadalquivir y a la zona entre Sevilla (Hispalis) y el Estrecho de Gibraltar, y a lo sumo a la zona costera entre este y la costa de la Cartaginesa. Córdoba estaba en guerra contra Agila en 550, aunque probablemente se trataba de una rebelión, que no se sabe si debía remontarse a algún tiempo antes pero parece probable que fuera su actitud en Córdoba, ante la tumba del mártir Acisclo, la que provocó la rebelión. La resistencia en la Tarraconense no había cesado hasta 506, es decir, unos cuarenta y tres años antes, y que en caso de no haberse realizado la sumisión de la Bética por completo antes de 507, durante muchos años hubiera sido difícil efectuar conquistas en la provincia (la mejor época hubiera sido el reinado de Teudis, quien operó en la zona del Estrecho, pero primero las luchas con los bizantinos de África y después la expedición de los francos pudieron hacerlo imposible). No obstante, lo más probable es que la Bética se hubiera sometido totalmente a los visigodos con anterioridad a 507, y que la rebelión de Córdoba se hubiera producido en 550 o poco antes, a causa de una actuación real en el mismo año o en los anteriores. Con Córdoba se rebelarían todas las zonas de los alrededores, donde los clérigos, terratenientes y notables hispanorromanos —que sin duda dirigían la revuelta— tenían influencia, y seguramente las zonas montañosas de Sierra Morena, donde siempre era dificultoso establecer un dominio efectivo.
La provincia se puso seguramente del lado de Atanagildo. Estaba sin duda bajo completo control visigodo y no se sabe que se hubiera producido en ella ninguna rebelión ni es probable que estuviera prevista su cesión total o parcial a Bizancio.

### Cartago Nova
Los visigodos dominaban Cartago Nova, pero no hay evidencia de que en 552 estuviera en poder de fuerzas leales a Atanagildo o a Agila. No obstante, parece más probable que la ciudad fuera partidaria de Atanagildo. Se desconoce en qué fecha tomaron los bizantinos la capital Cartago Nova, pero en todo caso no debió ser después del verano de 555, pocos meses después del asesinato de Agila en marzo de dicho año. La toma de Cartago Nova fue por la fuerza, y muchos notables locales hubieron de salir de la ciudad. Está el caso de la familia de Leandro de Sevilla. Aunque se trataba de una familia católica, incluso probablemente de origen griego por parte de madre y cuyo padre tenía una alta posición, todos ellos no vacilaron en abandonar la ciudad, mostraron hostilidad a los bizantinos y se instalaron en Sevilla, centro del poder de Atanagildo. Todo lo anterior parece indicar que los bizantinos eran aliados de Agila y que la ciudad fue tomada por la fuerza a los partidarios de Atanagildo.

### Hipótesis respecto a Sevilla
Dando por aceptada la alianza entre Bizancio y Agila, la situación militar de Atanagildo debía ser ventajosa, dominando toda la Bética y Cartaginense. Después de crear una magnífica base en Cartago Nova, los bizantinos avanzarían por la costa (no existía una vía que enlazara Cartago Nova y Málaga, si bien podía llegarse a ella por la vía que llevaba a Ilorcis —hoy Lorca—, Basti —hoy Baza— y Acci —Guadix—, y desde allí volvía a la costa en Urci —entre Almería y Cartagena—, Murgi —al oeste de Almería—, Turaniana —al oeste de Almería y al sur de Murgi—, Abdera —al oeste de Almería— y Malaca) mientras su aliado el rey atacaba Sevilla, obligaba a Atanagildo a disponer de sus fuerzas y los visigodos se masacraban entre sí.
Si, por el contrario, no se acepta tal alianza, hay que suponer a Atanagildo derrotado y refugiado en otra ciudad hasta reunirse con las fuerzas del Imperio Oriental, con las cuales marcharía hacía Sevilla, en poder de fuerzas leales a Agila. Amenazada o sitiada Sevilla (en julio) por las fuerzas combinadas de los rebeldes y griegos (en esta situación, hasta es posible imaginar que Sevilla fuera tomada o se les sometiera espontáneamente), Agila hubo de efectuar el llamamiento a sus fuerzas, que —concentradas en Mérida hacia fines de agosto o principios de septiembre— avanzaron hacia la capital Bética. Derrotado Agila, Sevilla no tendría otra opción que someterse a Atanagildo, si aún no lo había hecho. Además es muy probable que Sevilla fuera partidaria del rebelde y que fuera fácil a los seguidores de Atanagildo tomar el poder tras quedar aislada la guarnición leal a Agila, argumentos que valen tanto si la sumisión de Sevilla se produjo antes o después de la derrota del rey.

### Dos años de lucha
La lucha prosiguió dos años más (553 y 554) sin que ni uno ni otro bando lograran ninguna victoria decisiva. Seguramente los griegos se dedicaron a consolidar su poder en Cartago Nova, Basti, Acci, Abdera, Malaca y la zona del Estrecho, imposibilitando a Atanagildo derrotar a su rival, pero sin conseguir ningún éxito decisivo que hiciera peligrar la posición del rebelde, al que seguiría leal una parte de la Bética y es posible que también una parte de la Cartaginense.

### Asesinato de Agila
Finalmente Agila fue asesinado en Mérida (marzo de 555) y la nobleza visigoda reconoció a Atanagildo. Es muy probable que el asesinato de Agila se produjera por instigación de Bizancio. Efectivamente, la muerte del protegido de Bizancio había sido la excusa perfecta de Justiniano para conquistar África e Italia. La muerte de Agila y la proclamación de Atanagildo, sin duda por nobles manipulados por agentes bizantinos, daba una excusa convincente a Justiniano para actuar en su propio beneficio, una vez que acababa (554) su esfuerzo militar en Italia.
Resulta difícil admitir, conociendo los antecedentes y la naturaleza humana, que Justiniano no hubiera tenido parte en la muerte de Agila. Durante cuatro años (551 a 554) una parte de la nobleza visigoda fue leal a Agila, al que supone respaldado por sus aliados bizantinos. En cambio, en marzo de 555 le asesinaron. El cambio, según sostienen algunos autores pudo ser la ocupación súbita de Cartago Nova la que motivara el cambio, pero parece probable que esta ciudad fuese ocupada en el verano del 552, o en todo caso en el verano de 555, varios meses después del asesinato.
Una hipótesis más plausible es que Agila fue asesinado por instigación de Justiniano o de su Magister Militum en la península por orden de aquel. Los nobles que asesinaron al rey, acabaron reconociendo a Atanagildo, lo que indicaría que el partido nacionalista y antibizantino ganaba terreno, o que la incapacidad del rey para vencer al rebelde —a pesar de la ayuda griega— aconsejaba reconciliarse con Atanagildo y evitar confiscaciones y represalias. Evidentemente, Atanagildo aparecía como el usurpador y hasta posiblemente como instigador del asesinato del rey. Atanagildo tenía motivos, pero es difícil que pudiera esperar ser reconocido por la nobleza rival, a la que se supone de una facción opuesta. Por su parte, Justiniano también tenía motivos: culpando a Atanagildo de la muerte del rey, y desaparecido este, quedaba con las manos libres para actuar por su cuenta contra los visigodos, que aún estarían divididos. Además, la guerra en Italia había concluido prácticamente, ya no se necesitaban grandes fuerzas para culminar la conquista y el año 555 se presentaba perfecto para iniciar la conquista del Reino Visigodo. Finalmente, Justiniano disponía de los medios. Si había sido aliado de Agila durante tres años, tendría hombres controlados o sobornados en la corte y disponía (por primera vez en varios años) del poder militar necesario para iniciar la conquista. Naturalmente, la nobleza visigoda leal a Agila seguramente ignoraba que la guerra en Italia había prácticamente concluido en 554.
Una última hipótesis es que el asesinato haya tenido lugar sin la participación bizantina. Es posible que la situación del rey no fuera muy buena. Atanagildo seguiría aumentando partidarios y ganando batallas, no siendo de gran ayuda el pequeño contingente bizantino. El rey pudo negociar en el invierno de 554 a 555 un nuevo acuerdo con Justiniano, que implicara, por ejemplo, la cesión de Cartago Nova (en tal caso los bizantinos solo dominarían Málaga y una zona indeterminada de la Bética) o renuncias inaceptables para la nobleza. Aceptado el acuerdo por Justiniano, la noticia de tal aceptación llegaría en marzo, momento en que la nobleza hostil a la alianza bizantina o que quería salvar sus propiedades y situación, que ya debía estar conspirando para actuar desde los inicios de los contactos, decidiera asesinarle.
Tras el asesinato de Agila (era el cuarto rey consecutivo asesinado a manos de sus súbditos), no puede extrañar el comentario de Gregorio de Tours, quien en ocasión del asesinato de Teudigiselo aseguraba que los godos habían adoptado la perversa costumbre de matar por la espada a los reyes que no les complacían, sustituyéndolos por cualquier otro de su agrado (Gregorio llamaba a tal actitud el «mal de los godos» o morbus gothorum).